# Hexan-1-ol
Hexan-1-ol is een organische verbinding, behorend tot de alcoholen. Het is een kleurloze vloeistof met kenmerkend fruitige geur, die slecht oplosbaar is in water.
De isomeren van hexan-1-ol (met ook 6 koolstofatomen in de langste keten) zijn hexan-2-ol en hexan-3-ol, waarbij de hoofdgroep respectievelijk op positie twee en drie staat. Daarnaast zijn ook vertakte alcoholen met 5 koolstofatomen (zoals 4-methylpentan-1-ol of iso-hexanol) of 4 koolstofatomen (bijvoorbeeld 3,3-dimethylbutan-1-ol of neohexanol) in de langste keten isomeren van 1-hexanol.